# Erik Lilienberg
Berndt Erik Viktor Lilienberg, född den 12 mars 1872 i Stockholm, död den 15 september 1959 i Kristianstad, var en svensk jurist. Han var son till Albert Lilienberg och gifte sig 1910 med Davida Hesse.
Lilienberg avlade juris utriusque kandidatexamen vid Uppsala universitet 1899. Han blev fiskal i Hovrätten över Skåne och Blekinge 1906 och revisionssekreterare 1911. Lilienberg biträdde inom Jordbruks- och Finansdepartementen för beredning av vissa lagförslag 1915–1917 och var ledamot av skatteutjämningskommittén 1916. Han var häradshövding i Villands domsaga 1917–1942. Lilienberg blev riddare av Nordstjärneorden 1913 och kommendör av andra klassen av samma orden 1929. Han vilar i sin familjegrav på Norra begravningsplatsen utanför Stockholm.